# Малоперещепинська сільська рада
Малоперещепинська сільська рада — колишній орган місцевого самоврядування у Новосанжарському районі Полтавської області з центром у c. Мала Перещепина.

## Населені пункти
Сільраді були підпорядковані населені пункти:
- c. Мала Перещепина
- с. Велике Болото
- с. Кустолове Перше
- с. Маньківка
- с. Пристанційне